# Тітіріджі бразильський
Тітірі́джі бразильський (Hemitriccus inornatus) — вид горобцеподібних птахів родини тиранових (Tyrannidae). Мешкає в Бразилії і Суринамі.

## Поширення і екологія
Бразильські тітіріджі локально поширені на північному заході Бразилії, в басейні Ріу-Неґру, а також в штатах Рорайма і Пара в долині Ріу-Бранку та в центральному Суринамі. Вони живуть у сухих тропічних лісах і чагарникових заростях. Зустрічаються на висоті до 200 м над рівнем моря. 